# 鱷龜屬
鱷龜屬（Chelydra，或稱擬鱷龜屬）是鱷龜科下僅存的兩個屬之一。其體形比另外一個屬大鱷龜屬稍小。 原産於美洲，有3個種，分別分佈于北、中、南美洲。

## 種
該屬下有3種：
- 南美擬鱷龜 Chelydra acutirostris W. Peters, 1862，分佈于南美洲。
- 佛州拟鳄龟 Chelydra osceola
- 中美擬鱷龜 Chelydra rossignonii ((Bocourt, 1868)，分佈于中美洲。
- 擬鱷龜 Chelydra serpentina (Linnaeus, 1758)，北美拟鳄龟（鳄龟），最常見的鱷龜，分佈于北美洲。